# Prey (2022)
Prey is een Amerikaanse sciencefiction-horrorfilm uit 2022, geregisseerd door Dan Trachtenberg en geschreven door Patrick Aison. De film is het vijfde deel in de Predator-franchise en een prequel op de vier vorige films. Het verhaal speelt zich af in de noordelijke Great Plains in Noord-Amerika in 1719. In de hoofdrollen acteren Amber Midthunder, Dakota Beavers, Michelle Thrush, Stormee Kipp, Julian Black Antelope, Bennett Taylor en Dane DiLiegro.

## Verhaal
Het verhaal draait rond Naru, een jonge bekwame Comanche-krijgster, die ernaar streeft om zichzelf te bewijzen als jager en leeft in de noordelijke Great Plains in 1719. Ze moet haar stam beschermen tegen een wreed, humanoïde buitenaards wezen dat op mensen jaagt voor de sport, en tegen Franse bonthandelaren die haar stam bedreigen en de bizons massaal afslachten waar de stamleden van afhankelijk zijn om te overleven.

## Rolverdeling
- Amber Midthunder als Naru, een jonge Comanche-krijgster die haar stam beschermt tegen de Predator
- Dakota Beavers als Taabe, Naru's broer en een ervaren jager
- Dane DiLiegro als de Predator die vecht met wapens die ietwat primitievere versies zijn dan die van de vorige uitgebrachte films die in de verre toekomst afspelen
- Michelle Thrush als Aruka, de moeder van Naru en Taabe
- Stormee Kipp als Wasape, een Comanche-jager die neerkijkt op Naru
- Julian Black Antelope als Stamhoofd Kehetu
- Bennett Taylor als Kapitein Raphael Adolini, een Italiaanse tolk, ingehuurd door de Fransen
- Mike Paterson als "Big Beard"
- Nelson Leis als "Waxed Mustache"
- Troy Mundle als "Spyglass"
- Stefany Mathias als Sumu, vrouw van stamhoofd Kehetu
- Tymon Carter als Huupi
- Skye Pelletier als Tabu
- Harlan Blayne Kytwayhat als Itsee
- Corvin Mack als Paaka
- Samuel Marty als Puhi
- Coco en Tofu als Sarii, Naru's hond (onvermeld)

## Release
De film ging in première op 21 juli 2022 op de San Diego Comic-Con. Op 5 augustus 2022 kwam de prequel Prey uit op de streamingdiensten Hulu in de Verenigde Staten en Disney+ daarbuiten. De film is ook volledig te bekijken in Comanche taal.

## Trivia
- Het pistool van het personage Raphael Adolini was ook te zien in de film Predator 2 (1990).[3]
- De uitspraak "If it bleeds, we can kill it!" van Taabe werd ook uitgesproken in de eerste Predator-film door Dutch, een rol van Arnold Schwarzenegger.